# Theo Peters (Jurist)
Theo Peters (* 3. November 1902 in Ulfa (Nidda), Hessen-Nassau; † 24. Mai 1942 in Losowenka bei Charkow, Ukraine) war ein deutscher Verwaltungsjurist.

## Leben
Peters war Sohn von Carl Peters (1868–1948), Pfarrer in Dornheim (Hessen), und dessen Frau Elisabeth geb. Jost (1873–1950). Der Großvater August Peters war Pfarrer in Frankfurt-Nieder-Erlenbach.
Theo Peters studierte an der Justus-Liebig-Universität Gießen Rechts- und Staatswissenschaften. Er renoncierte am 9. April 1921 beim Corps Hassia Gießen und wurde am 17. Dezember 1921 recipiert. Nachdem er 1928 das Staatsexamen bestanden hatte, war er ab 1930 Rechtsanwalt in Bingen am Rhein. Am 18. Oktober desselben Jahres heiratete er in Worms Hilde Küchel (1904–1944). Er wechselte in die innere Verwaltung Hessens und war ab 1. Februar 1934 Kreisdirektor im Landkreis Oppenheim. Zwei Monate später, am 1. April 1934, wurde er mit der Dienstleistung als Kreisdirektor im Kreis Bingen beauftragt. Am 8. März 1938 wurde er zum Präsidenten des Verwaltungsgerichtshofs Darmstadt und der Gemeinde-Rechnungskammer in Darmstadt ernannt. 1939 kam er als Regierungsvizepräsident (unter Otto von Keudell) in den Regierungsbezirk Marienwerder (Danzig-Westpreußen). Im Heer nahm Peters am Deutsch-Sowjetischen Krieg teil. Er fiel in der Schlacht bei Charkow (1942).